# Parasteatoda subvexa
Parasteatoda subvexa là một loài nhện trong họ Theridiidae.
Loài này thuộc chi Parasteatoda. Parasteatoda subvexa được Chuandian Zhu miêu tả năm 1998.